# Gary Graham (Schauspieler)

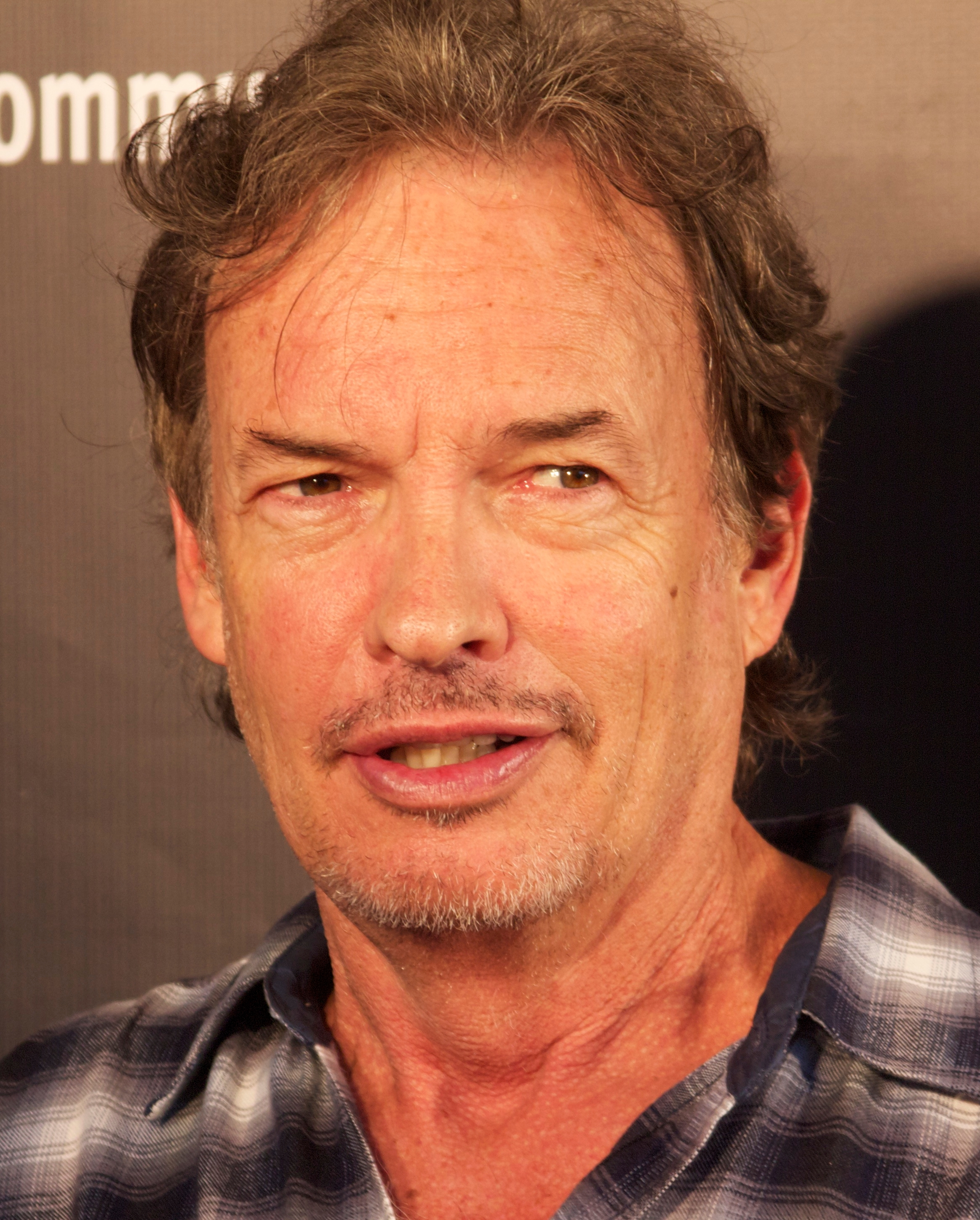
Gary Graham, 2012

Gary Graham (* 6. Juni 1950 in Long Beach, Kalifornien; † 22. Januar 2024 in Spokane, Washington) war ein US-amerikanischer Schauspieler.

## Leben
Seit Mitte der 1970er-Jahre war er in mehr als 100 Film- und Fernsehproduktionen zu sehen. Eine wiederkehrende Rolle übernahm er Ende der 1980er-Jahre in der Serie Alien Nation. Fans von Star Trek ist Graham zudem durch seine Darstellung des vulkanischen Botschafters Soval ein Begriff, den Graham von 2001 bis 2005 in zwölf Episoden von Star Trek: Enterprise verkörperte.
Gary Graham starb am 22. Januar 2024 im Alter von 73 Jahren an einem Herzstillstand in einem Krankenhaus in Spokane im Bundesstaat Washington. Er hinterlässt seine Ehefrau Becky Graham, mit der er 24 Jahre lang in dritter Ehe verheiratet war, sowie seine Tochter Haylee aus seiner ersten Ehe mit der Schauspielerin Susan Lavelle. Er hatte zwei Schwestern.

## Filmografie (Auswahl)
- 1983: Der richtige Dreh (All the Right Moves)
- 1985: Hunter (Fernsehserie, Folge 2x05: Killer In A Halloween Mask)
- 1987: Flucht in den Tod (The Arrogant)
- 1987: Das dreckige Dutzend 3 – Die tödliche Mission (Dirty Dozen 3 – The deadly Mission)
- 1989–1990: Alien Nation (Fernsehserie, 22 Episoden)
- 1990: Robot Jox – Die Schlacht der Stahlgiganten (Robot Jox)
- 1992: Man Trouble – Auf den Hund gekommen (Man Trouble)
- 1992: Urlaubsflug auf die Insel des Grauens (Danger Island)
- 1994: Alien Nation: Dark Horizon
- 1995: Alien Nation: Body and Soul
- 1995: Star Trek: Raumschiff Voyager (Star Trek: Voyager, Fernsehserie, eine Episode)
- 1996: Alien Nation: Millennium
- 1996: Alien Nation: The Enemy Within
- 1997: Alien Nation: The Udara Legacy
- 1997: Steel Man
- 1998: Running Woman
- 1998: Diagnose: Mord – Das falsche Opfer
- 2001–2005: Star Trek: Enterprise (Fernsehserie, 12 Episoden)
- 2008: Star Trek: Of Gods And Men
- 2014: Prelude to Axanar
- 2022: Jeepers Creepers: Reborn